# Salar del Hombre Muerto
Le salar del Hombre Muerto (« salar de l'Homme mort ») est un désert de sel (salar) d'Argentine. Il est situé dans la province de Catamarca (département d'Antofagasta de la Sierra) et très partiellement au nord, dans la province de Salta (département de Los Andes). Il se trouve à une altitude d'environ 4 000 m et s'étend dans un bassin situé entre le nord-est de la province de Catamarca et le sud de celle de Salta. Sa superficie est de plus ou moins 588 km2.

## Affluents
Un salar ne peut exister que s'il y a des cours d'eau qui s'y déversent et y amènent des sels minéraux. Pour le salar del Hombre Muerto, l'affluent principal est le río Los Patos (rivière des canards). Celui-ci naît sur le rebord nord de la caldeira Cerro Galán au niveau de sources d'eaux chaudes qui jaillissent à l'état d'ébullition (à 80 °C précisément - Ne pas oublier qu'à cette altitude de plus de 4 500 m l'eau bout à une température largement inférieure aux 100 °C habituels). 
À cet endroit naît le río Aguas Calientes qui, 20 kilomètres plus au nord prend le nom de río Los Patos. Il faut ajouter que, tant dans le río Los Patos que dans ses affluents, on peut pêcher des truites arc-en-ciel.

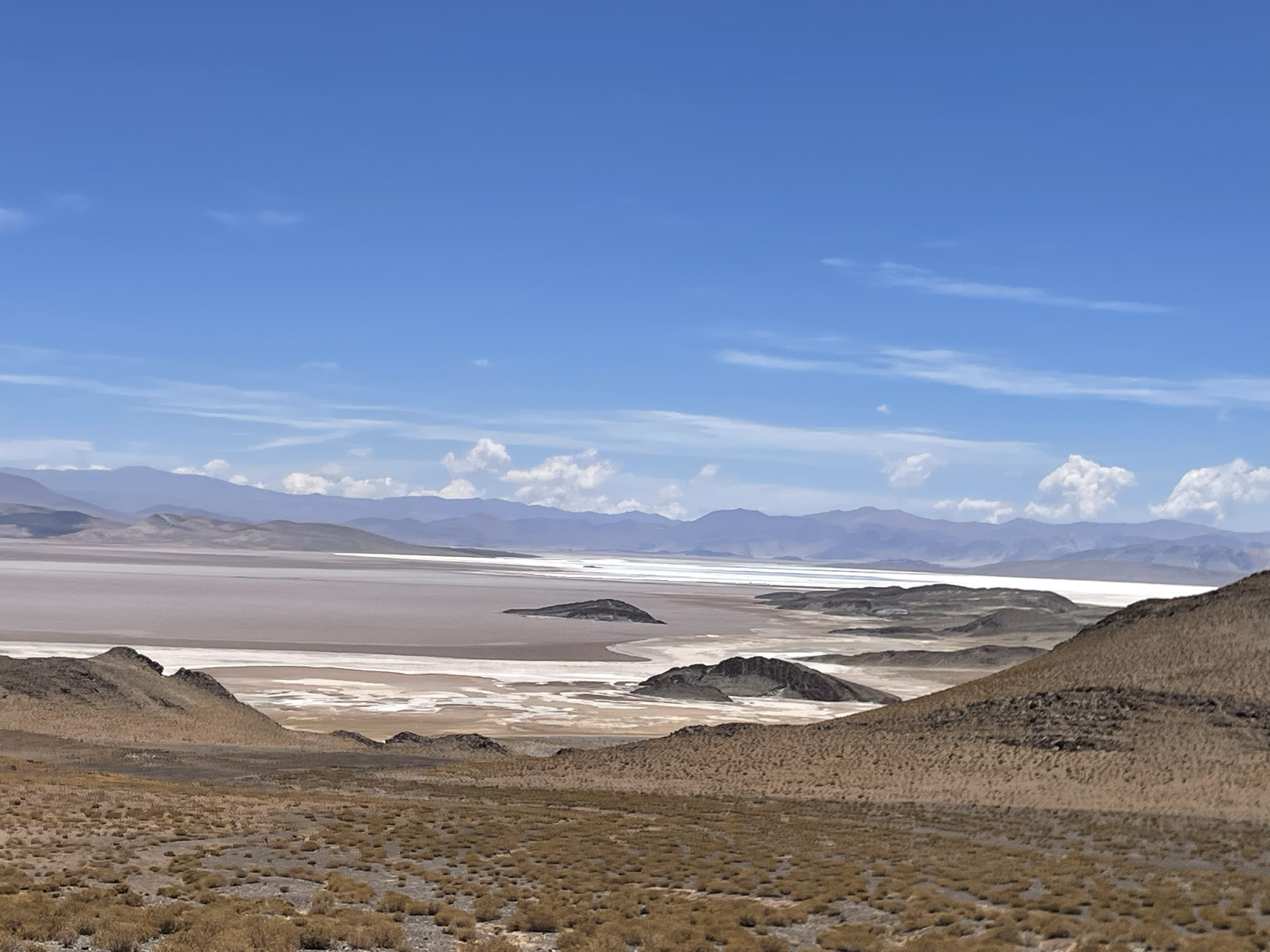
Salar del Hombre Muerto, vu depuis le sud-ouest

## Gisement de métaux non ferreux
Un litre de saumure du salar contient 0,7 à 0,8 gramme de lithium et 7 à 8 grammes de potassium.
Le salar est important pour l'exploitation du lithium qui y est réalisée depuis 1997. On y produit plusieurs milliers de tonnes annuelles de carbonate et de chlorure de lithium, au sein d'une entreprise calculée pour être rentable pendant 40 ans (donc jusqu'en 2037 plus ou moins). Les installations, bien que conçues pour produire 18 000 tonnes annuellement, en fournissent beaucoup moins. La production est très irrégulière et fonction de la demande du marché. 
Le lithium est exporté à 100 %. La voie d'accès et de sortie se fait par le nord du salar au moyen de la route provinciale 17 de la province de Salta (qui prolonge au nord la provinciale 43 de la province de Catamarca, reliant le salar à la ville d'Antofagasta de la Sierra). Par la provinciale 17 longue de 99 km, les sels de lithium sont acheminés vers le chemin de fer reliant San Antonio de los Cobres au col frontière du Paso Socompa (gare de Salar de Pocitos). Cette voie ferrée est la prolongation vers l'ouest du fameux train des nuages, et continue au Chili vers le port d'Antofagasta. Une fois arrivés dans cette ville, les minerais sont embarqués à destination des États-Unis, d'Asie orientale et d'ailleurs.  
La société exploitante est la corporation FMC, au travers de sa filiale Minera del Altiplano S.A.
L'usine de production du chlorure de lithium se trouve à General Güemes, en province de Salta.
La région du salar est quasi inhabitée, mais, à l'inverse de la plus grande partie du département d'Antofagasta de la Sierra, elle bénéficie de la présence d'une route provinciale, ce qui rend son accès relativement aisé.